# Horace McMahon
Horace McMahon (Norwalk, 17 maggio 1906 – Norwalk, 17 agosto 1971) è stato un attore statunitense.
Nel 1962 ha ricevuto una candidatura ai Primetime Emmy Awards come attore non protagonista nella serie La città in controluce.

## Filmografia parziale

### Cinema
- La taverna delle stelle (Stage Door Canteen), regia di Frank Borzage (1943)
- Pietà per i giusti (Detective Story), regia di William Wyler (1951)
- Viaggio al pianeta Venere (Abbott and Costello Go to Mars), regia di Charles Lamont (1953)
- La ragazza yè yè (The Swinger), regia di George Sidney (1966)
- Inchiesta pericolosa (The Detective), regia di Gordon Douglas (1968)

### Televisione
- Lights Out – serie TV, episodio 3x01 (1950)
- Damon Runyon Theater – serie TV, episodio 2x03 (1955)
- The 20th Century-Fox Hour – serie TV, episodio 2x18 (1957)
- La città in controluce (Naked City) – serie TV, 112 episodi (1958-1963)
- The Alaskans – serie TV, episodio 1x29 (1960)
- Sugarfoot – serie TV, episodio 3x20 (1960)
- Mr. Broadway – serie TV, 13 episodi (1964)
- Hawk l'indiano (Hawk) – serie TV, episodio 1x11 (1966)